# Näsgårds län

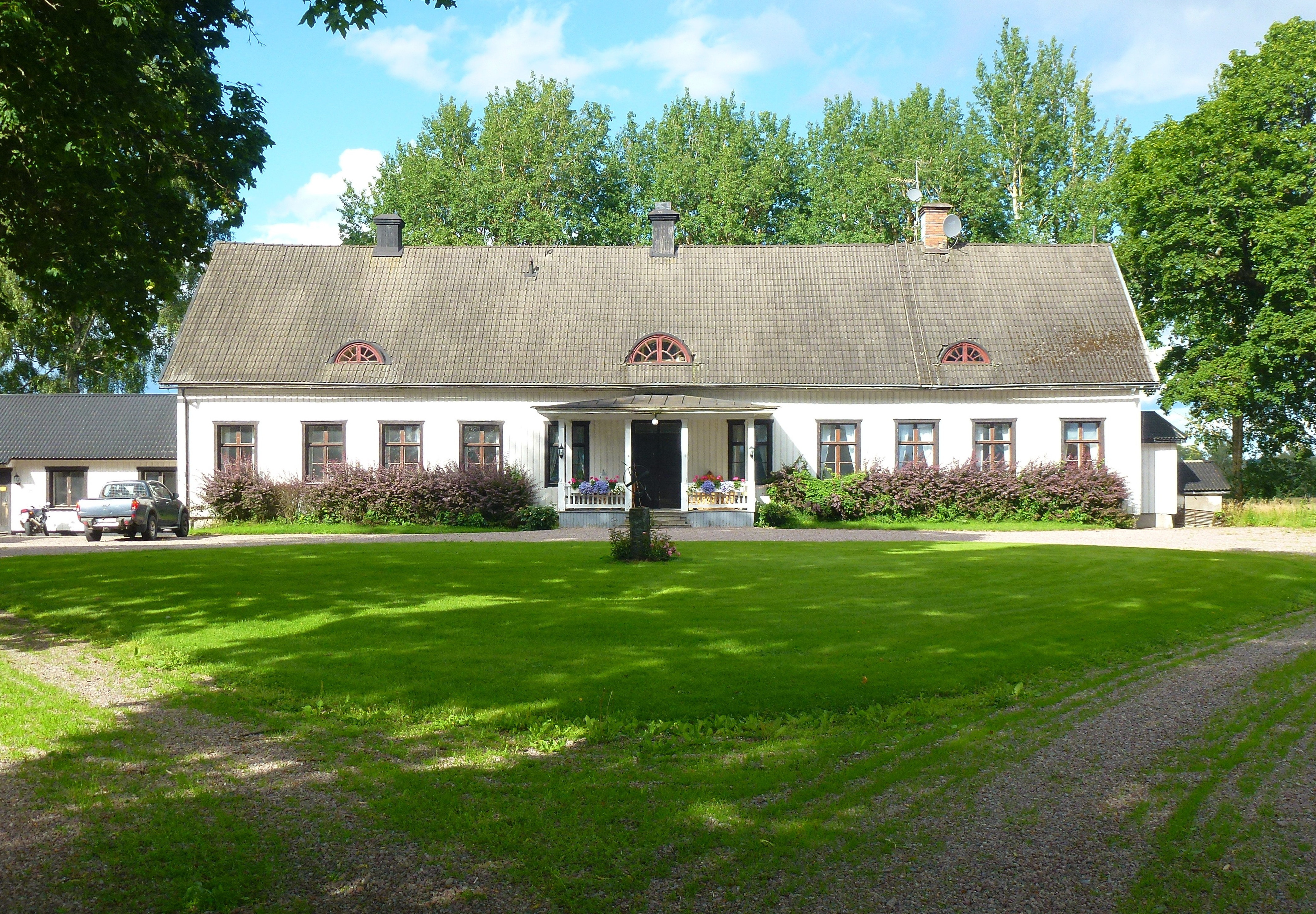
Näs kungsgård

Näsgårds län var ett kronofögderi (slottslän) i landskapet Dalarna. Det "bildades" i anslutning till att Tuna läns fogdegård 1542 flyttades till Näs kungsgård.
Länets omfattade inledningsvis den nedre Dalalagen, förutom Västerbergslagen och Folkare härad för att 1550 få nästan samma omfattning som Tuna län hade innan den delades 1533. Efter utbrytningar av flera områden och efter att Folkare härad återförts hit, så omfattade länet området från slutet av 1550-talet Nedre bergslagen. Fram till 1588 växlade sedan omfattningen, där det under visa tider omfattade halva Gästrikland (1557-1562) och andra år bara bestod av någon enstaka socken. Från 1588 var omfattningen ungefär densamma som tidigare